# Auditorio Nissan Cartuja
El Auditorio Nissan Cartuja es un destacado espacio cultural y de entretenimiento ubicado en la Isla de la Cartuja, en Sevilla, anteriormente conocido como el Pabellón de Canadá de la Exposición Universal de 1992.
Gestionado por la promotora de espectáculos Yventu,este auditorio multifacético acoge una amplia gama de eventos, desde conciertos y musicales hasta monólogos y eventos corporativos.

## Historia

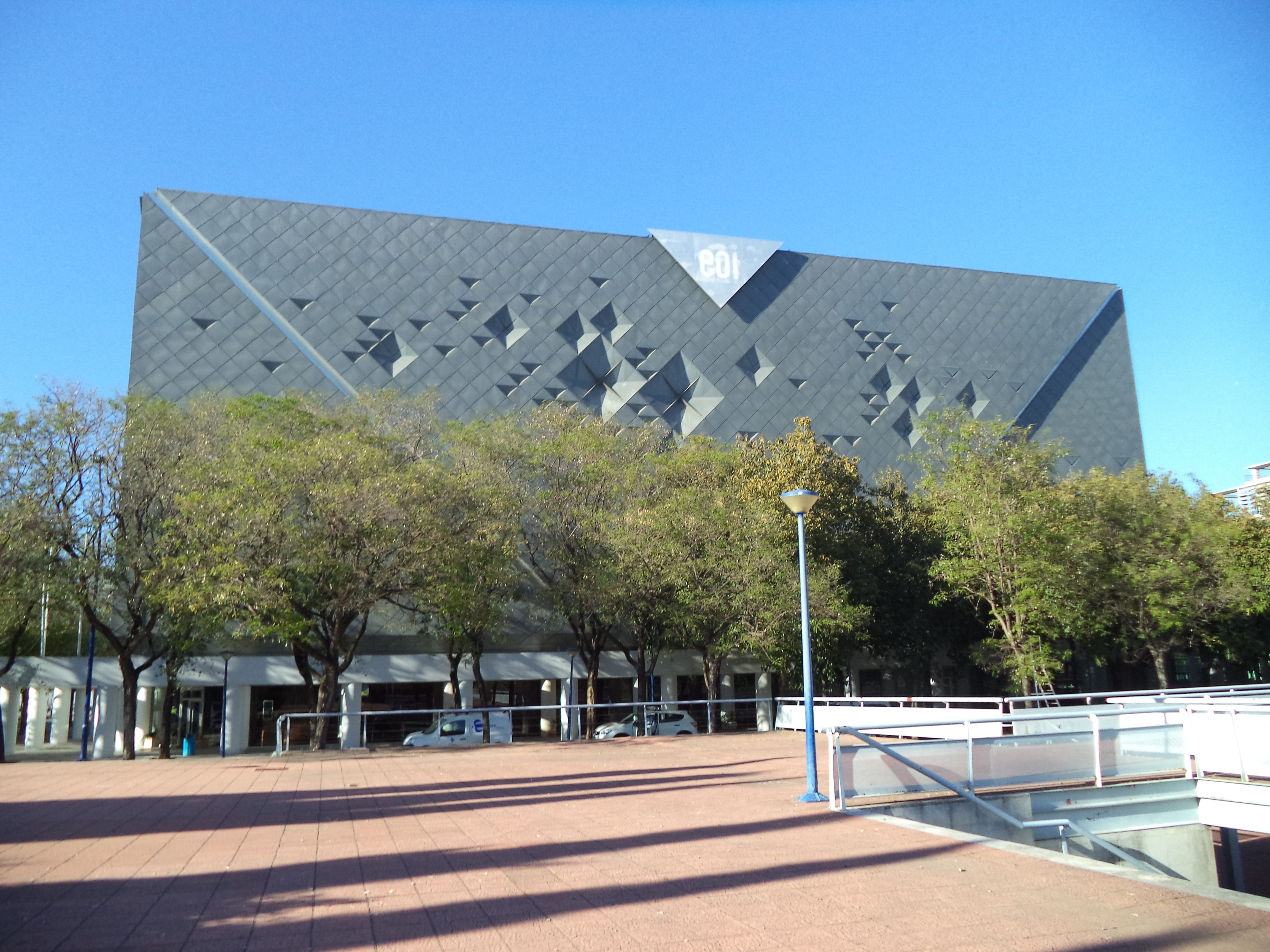
Pabellón de Canadá durante la Expo 92

El Pabellón de Canadá fue diseñado por el arquitecto Bing Thom y se erige en una parcela de 4.189 metros cuadrados con una superficie construida de 6.190 metros cuadrados. Este edificio fue uno de los primeros en comenzar su construcciónpara la Exposición Universal de Sevilla de 1992.
Durante la Expo, el pabellón destacó por su sala de cine con tecnología IMAX, que ofrecía una película llamada Momentum,mostrando paisajes helados y la naturaleza salvaje de Canadá en alta definición. Este film se convirtió en uno de los mayores atractivos de la Exposición, generando colas de visitantes de más de 6 horas y media de duración.

## Eventos
El Auditorio Nissan Cartuja ha sido escenario de múltiples artistas y comediantes. Entre ellos se encuentran Luis Piedrahíta, con su espectáculo Es mi palabra contra la mía,María Pelae, una voz emergente en el mundo de la música con A Solas Con, Ángel Martín y Alberto Casado, dúo cómico; Rober Bodegas, un humorista con su espectáculo En Su Cabeza Era Espectacular Gabino Diego, actor y Pablo Carbonell, artista, cuyo trabajo Mercado de amores,presenta en el Auditorio Nissan cartuja.

## Descripción
El Auditorio Nissan Cartuja es un espacio versátil diseñado para albergar diversos tipos de eventos. En la planta baja, se encuentra un hall de entrada con una superficie de 100 m², habilitado para el control de acceso y recepción de los asistentes. Esta área se complementa con una zona exterior de 240 m², perfecta para servicios de restauración al aire libre. En la primera planta, la sala Oasis ofrece 450 m² de espacio para eventos corporativos, exposiciones comerciales, presentaciones de productos y reuniones. Finalmente, en la segunda planta, el auditorio principal tiene capacidad para 506 personas. Diseñado en formato de anfiteatro romano ascendente, garantiza una visibilidad completa del escenario desde cualquier butaca.